# Struma Glacier
Struma Glacier är en glaciär i Antarktis. Den ligger i Sydshetlandsöarna. Argentina, Chile och Storbritannien gör anspråk på området. Struma Glacier ligger 265 meter över havet.
Terrängen runt Struma Glacier är kuperad åt nordväst, men åt sydost är den bergig. En vik av havet är nära Struma Glacier åt nordost. Trakten är glest befolkad. Närmaste befolkade plats är St. Kliment Ohridski Base, 11,4 kilometer väster om Struma Glacier. 